# Régis Mailhot
 (avril 2018).
Si vous disposez d'ouvrages ou d'articles de référence ou si vous connaissez des sites web de qualité traitant du thème abordé ici, merci de compléter l'article en donnant les références utiles à sa vérifiabilité et en les liant à la section « Notes et références ».
Régis Mailhot, né le 8 février 1977 à Beaumont (Puy-de-Dôme), est un humoriste satirique français. 

## Biographie
Régis Mailhot est né le 8 février 1977 à Beaumont (Puy-de-Dôme). Il passe sa jeunesse à Nantes (Loire-Atlantique).
Il est le neveu de l'humoriste Jacques Mailhot.
De 2006 à 2011, Régis Mailhot est chroniqueur et humoriste dans l'émission Le Fou du roi sur France Inter, aux côtés de Stéphane Bern. Il y croque invités et politiques, et livre ses billets d'humeur au vitriol. Cette émission, forte d'une audience quotidienne de plus de deux millions d’auditeurs, fait de Régis Mailhot l'un des chroniqueurs vedettes de la station, car sa chronique est alors la plus écoutée de France à midi.
En septembre 2010, il prend la suite de l'humoriste Didier Porte, remercié par France Inter en juin 2010, pour remplacer sa chronique quotidienne
Il intègre RTL en 2011.
Depuis la rentrée 2012, il présente Le petit jury le dimanche à 18h25 après l'arrêt de sa précédente émission à la suite de la refonte de la matinale de RTL, présentée désormais par Laurent Bazin.
Dès la rentrée 2020, Régis Mailhot devient chroniqueur régulier de l'émission d'Anne Roumanoff sur Europe 1.
Régis Mailhot grandit à Nantes et est le neveu du chansonnier Jacques Mailhot. Il commence sa carrière dans l'humour en travaillant pour la radio, avant de se diversifier vers la télévision et la scène. Il se distingue par un humour acerbe, une satire sociale et politique, et une capacité à dénoncer les travers de la société avec un ton provocateur.

## Radio
- 2006-2011 : Le Fou du roi, présentée par Stéphane Bern, sur France Inter : croque les invités et politiques et livre ses billets d'humeur.
- 2011-2012 : La Marque du Mailhot[4], sur RTL : chronique quotidienne dans la matinale, présentée par Vincent Parizot[5].
- 2012-2014 : Le petit jury[3], sur RTL : chronique dominicale dans RTL Soir Week-end, présentée par Daniel Ferin[6].
- 2011-2020 : À la bonne heure[7], présentée par Stéphane Bern, sur RTL : billets d'humeur, mercredi : l'interro maillot, lundi et vendredi : la VDB la Vie De Bern). Il est l'humoriste de la mi-journée de la station.
- 2020-.... : Ca fait du bien, présentée par Anne Roumanoff, sur Europe 1, de 11 h à 12 h 30 : chroniqueur quotidien.
- 2021-2022 : "Allô Mailhot" sur France Bleu, il anime l'émission satirique et dresse le portrait de la classe politique durant la campagne présidentielle.

## Télévision
- 2007 : Les Agités du bocal, sur France 4, présentée par Alexis Trégarot et Stéphane Blakowski : anime, en plateau, un blog décalé sur l'actualité.
- 2010-2011 : Vivement dimanche, sur France 2, présentée par Michel Drucker : chronique sur l'actualité.
- Depuis 2010 : La Revue de presse, sur Paris Première, présentée par Jérôme de Verdière[8] : chronique sur l'actualité.
- 2014 : Le grand bye bye, sur Paris Première : propose une rétrospective des événements de l'année 2014.

## Vidéos et spectacles
- 2010-2011 : Le Rapport Mailhot[9],[10],[11], à la Comédie de Paris puis au Casino de Paris, un succès public salué par la critique, succès dans toute la France. Diffusé sur Paris Première, record d'audience.
- 2013-2015 : Reprises des hostilités, au Théâtre du Petit-Saint-Martin, et en tournée.
- 2015-2019 : Citoyen, à La Nouvelle Seine, et en tournée.
- 2021-2022 : Les Nouvelles Pigeonnades, spectacle uniquement en tournée, complet à 2 reprises au Festival d'Avignon
- 2023-2025 : Les Nouveaux Ridicules, au Théâtre des Deux Ânes, et en tournée

## Livres
- Faut-il ? Doit-on ? Petit guide du « savoir-vivre » ensemble, Hugo & Cie, 2011.
- Chroniques d'un quinquennat : Le devoir de mémoire !, Michel Lafon, 2012.
- Reprise des hostilités : #jesuisbarbu, Albin Michel, 2016.

## Collaborations artistiques
- Anne Roumanoff a fait appel à Régis Mailhot pour l'écriture de ses sketches dans l'émission Vivement dimanche de Michel Drucker, elle qui collabore également avec Bernard Mabille.
- Passionné par le monde de l'humour et du music-hall, Régis Mailhot a assuré la direction artistique du festival Juste pour rire de Nantes, qu'il a créé en 2005 en s'inspirant du festival québécois du même nom.
- Il participe aussi à l'écriture de sketches pour Laurent Gerra, notamment pour ses spectacles (Laurent Gerra au Théâtre du Châtelet, en 2015).

### Sources et liens externes
- Ressource relative à plusieurs domaines :   - Radio France
- Ressource relative à l'audiovisuel :   - IMDb
- Notices d'autorité :   - VIAF
  - ISNI
  - BnF (données)
  - IdRef
  - LCCN
  - Belgique
  - WorldCat
- Site officiel de Régis Maihot